# 卡爾頓鎮區 (阿肯色州奇科特縣)
卡爾頓鎮區（英語：Carlton Township）是位於美國阿肯色州奇科特縣的一個行政鎮區。

## 地方資料
卡爾頓鎮區的面積為692.27平方千米，當中陸地面積為629.53平方千米，而水域面積為62.74平方千米。根據2010年美國人口普查的數據，當地共有人口5086人，而人口密度為每平方千米7.35人。